# Der umgekehrte Turing-Test
Der umgekehrte Turing-Test (chinesisch 逆向圖靈 / 逆向图灵, Pinyin Nìxiàng tú líng) ist eine Science-Fiction-Kurzgeschichte des chinesischen Schriftstellers Sun Wanglu, zuerst veröffentlicht im Januar 2016. Eine deutsche Übersetzung von Karin Betz erschien am 14. September 2020 in der Anthologie Quantenträume, herausgegeben vom Heyne Verlag.

## Handlung
Nachdem seine fünf Jahre zuvor in seinem Seminar vorgestellte Theorie eines umgekehrten Turing-Testes über die Entscheidung über Befehle von Menschen und künstlicher Intelligenz als wertlos argumentiert wurde, bekommt Professor Wang Tuling erneut Besuch von dem dafür verantwortlichen Studenten Li Qiandu. Eine starke künstliche Intelligenz (auf Grundlage dieser Theorie) greift das Bankensystem an, aber durch das Opfer eines Kollegen kann dieser verhindert werden. Als Wang Tuling und Li Qiandu anschließend feiern, denken sie an die mögliche Neuentdeckung von starken künstlichen Intelligenzen in anderen Ländern.

## Kritik
Josefson von der österreichischen Tageszeitung Der Standard bezeichnete die Kurzgeschichte als „spannend“. Gunther Barnewald von phantastiknews.de findet die Kurzgeschichte „etwas schwächer“ als die anderen Geschichten in Quantenträume.